# HD81157
HD81157 — хімічно пекулярна зоря спектрального класу A3, що має видиму зоряну величину в смузі V приблизно  5,6.
Вона  розташована на відстані близько 275,5 світлових років від Сонця.

## Фізичні характеристики
Зоря HD81157 обертається 
порівняно повільно 
навколо своєї осі. Проєкція її екваторіальної швидкості на промінь зору становить  Vsin(i)= 39км/сек.